# Bibliothek Waldmühle
Die Bibliothek Waldmühle ist eine Stadtbibliothek in Soltau, Niedersachsen.
Sie ist die größte Bibliothek des Landkreises Heidekreis und Teil des Gemeinsamen Bibliotheksverbund (GBV).

## Bestand
Die Bibliothek Waldmühle bot 2008 ein Gesamtangebot von 37.243 Medien. Im Vergleich zum Vorjahr stieg der Bestand um 1.826 Medieneinheiten. Der Bestand teilt sich auf in 13.067 Sachbücher, 5.992 Romane, 9.880 Jugendbücher, 271 Medienboxen, 699 Zeitschriften, 5.328 Tonträger, 1.075 DVDs, 604 CD-ROMs und 327 Gesellschaftsspiele.

## Gebäude

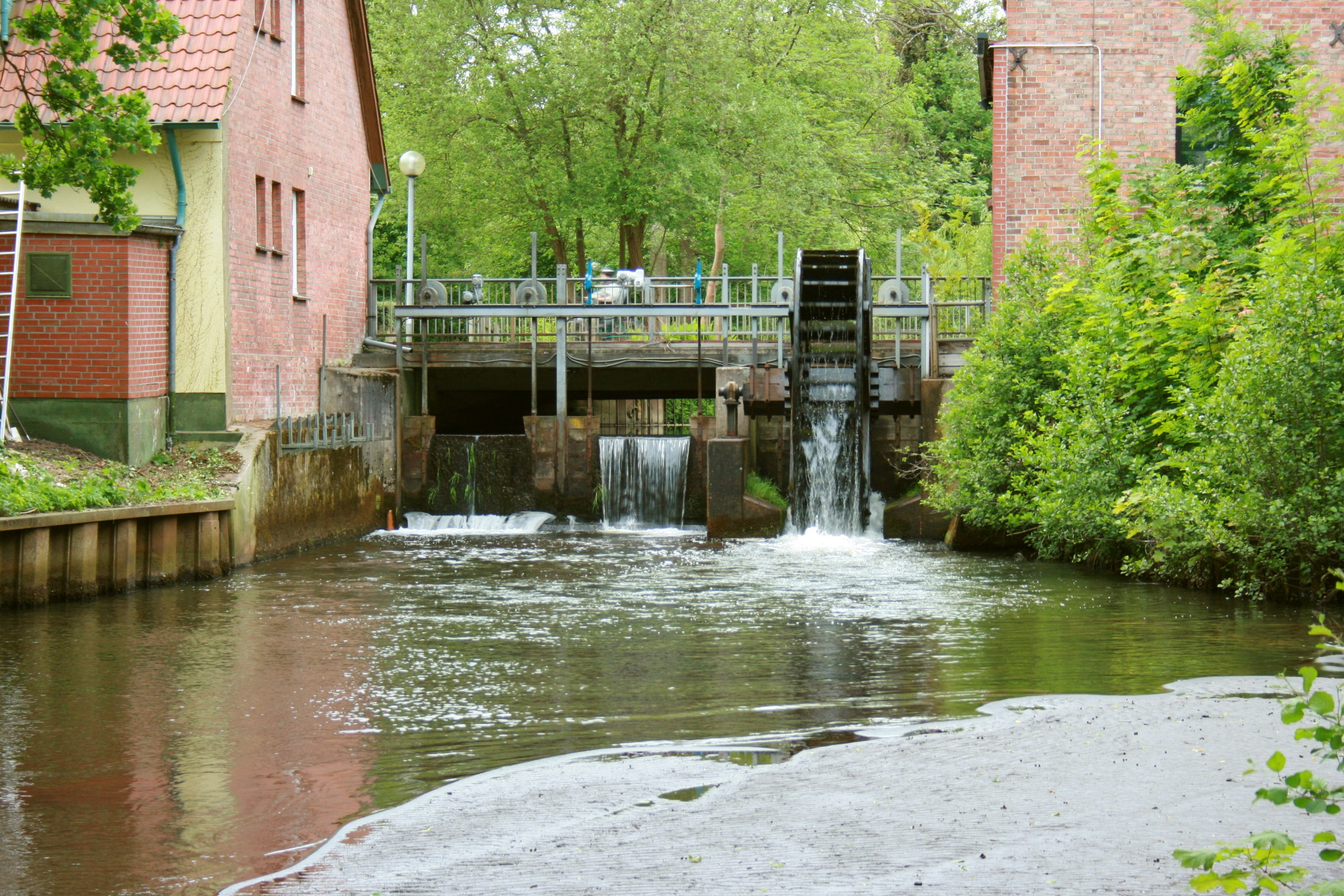
Waldmühle

Am Gebäude der Bibliothek befindet sich die Waldmühle, eine Wassermühle in der Böhme. Vermutlich schon 936 wurde die Mühle erstmals urkundlich erwähnt. Damals schenkte Otto I. das damalige Curtis Salta „mit Gewässern, Wasserläufen und Mühlen“ dem Stift Quedlinburg. Die Korn- und Walkmühle kam 1321 an das Domkapitel Verden. Obwohl die Mühle in unmittelbarer Nähe zur Stadt Soltau lag, durften die Müller kein Korn kaufen, um es verarbeitet weiterzuverkaufen. Die Mühle bearbeitete Stoffe für die Soltauer Tuchproduktion. 1801 erlangte der Müllermeister Albrecht Müller von der Familie von der Wense aus Dorfmark das Recht, die Mühle vererben zu dürfen. Ende des 19. Jahrhunderts wurde eine Turbine angebaut. G.W. Dransfeld, der in Soltau eine Dampfmühle betrieb, baute ein Wohnhaus neben die Mühle. Hans Meyer verkaufte sie 1973 nach 14 Jahren Besitz an die Stadt, drei Jahre später begannen Stadt und Landkreis, das Gebäude zur Bibliothek umzubauen. Die Soltauer Waldmühle ist eine Station entlang der Niedersächsischen Mühlenstraße.

## Statistik
2008 liehen insgesamt 3.848 Personen Medien aus, damit liegt der Anteil der Entleiher an der Einwohnerzahl bei 17,6 % und somit deutlich über dem Durchschnitt in Niedersachsen (7,2 %). Dazu kommen 119 Institutionen wie Schulklassen und Kindergartengruppen.
Insgesamt wurden 208.727 Medien ausgeliehen, damit stieg die Nutzung um 1,7 % zum Vorjahr an. Jedes Medium wurde somit im Schnitt 5,6 Mal ausgeliehen. 42 % der Entleihungen entfallen auf Tonträger, CD-ROMs und DVDs. Im Rahmen des Deutschen Leihverkehrs wurden 1.900 Bestellungen bearbeitet, dabei arbeitet die Bücherei eng mit dem Gymnasium Soltau und dem Wirtschaftsgymnasium zusammen. 11.976 Nutzer haben 2008 im Online-Katalog nach Medien gesucht.

## Öffnungszeiten und Personal
Im Jahr 2008 war die Bibliothek 35 Stunden pro Woche geöffnet. Die fünf Personal-Stellen sind zurzeit mit neun Mitarbeiterinnen besetzt. Daneben werden zwei Auszubildende zu „Fachangestellten für Medien- und Informationsdienste, Fachrichtung Bibliothek“ ausgebildet und zahlreiche Praktika vergeben.

## Veranstaltungen und Projekte

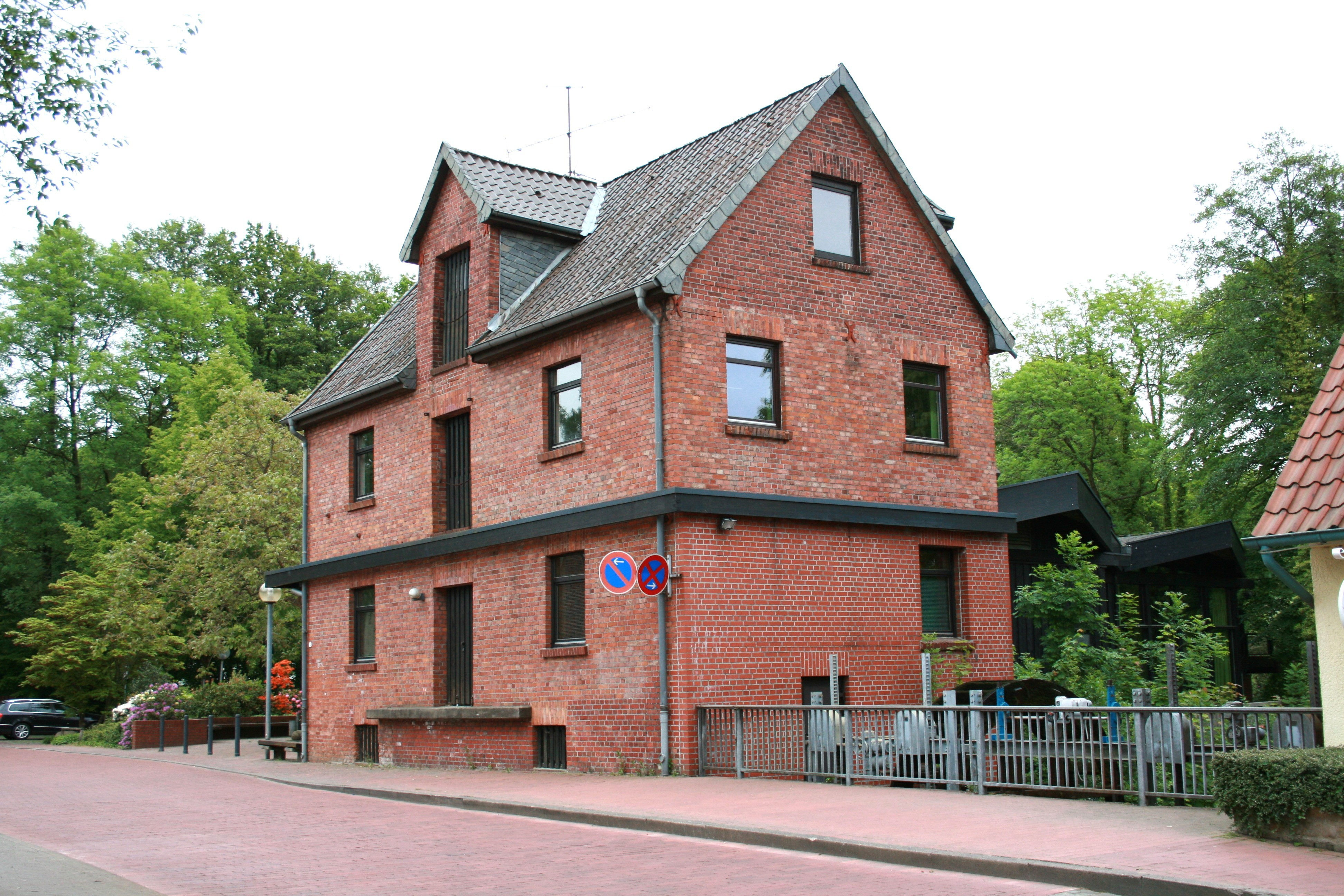
Mühlengebäude

Die Bibliothek Waldmühle ist ein wichtiger kultureller Veranstaltungsort der Stadt Soltau. Mehrmals im Jahr finden hier Lesungen, Konzerte oder Ausstellungen statt. Vor einer 36 m² großen Bühne finden bis zu 150 Personen Platz. Zur Ausstattung gehören ein Konzertflügel und eine Leinwand.
Seit 2007 nimmt die Soltauer Bibliothek am Projekt SommerLeseClub des Kultursekretariats NRW teil. 2008 nahmen 345 Jugendliche ab Klasse 5 daran teil und lasen in den Sommerferien mindestens drei Bücher, was anschließend im Zeugnis vermerkt wurde. Ab 2009 gibt es auch einen JuniorLeseClub für Schülerinnen der Klassen 1 bis 4.
Von Juni 2006 bis März 2007 hat die Bibliothek Waldmühle am Projekt „Bibliotheksprofil in der Kommune“ teilgenommen, das
die Büchereizentrale Lüneburg erstmals in Niedersachsen angeboten hat, dabei wurde ein Profil erstellt, das nun im Laufe der Zeit umgesetzt werden soll.
In der Soltauer Künstlerwohnung über der Bibliothek werden regelmäßig Schriftsteller, Maler oder Musiker aufgenommen, die sich mit Lesungen oder Ausstellungen revanchieren.
Die Bibliothek Waldmühle bietet Schulen und Kindergärten an, sogenannte Medienboxen zusammenzustellen, diese enthalten neben Büchern zu einem Thema auch entsprechende CD-ROM. In verschiedenen Arztpraxen und im Wartebereich des Rathauses wird eine Wartezimmerbibliothek mit wechselndem Angebot für Kinder angeboten.